# Cult of Luna (EP)
Cult of Luna è un EP dell'omonima band doom metal, pubblicato nel 2001.

## Tracce
1. Unfold the Inside – 6:10
2. The Art of Self-Extermination – 6:02